# Estola albicans
Estola albicans là một loài bọ cánh cứng trong họ Cerambycidae.